# Sing Sharp
Sing# — язык программирования с поддержкой параллелизма, является расширением языка программирования Spec#, который, в свою очередь, является расширением языка C#. Microsoft Research разработала Spec#, и позднее расширила его, превратив в Sing#, для разработки операционной системы Singularity. Sing# расширяет возможности Spec# за счет поддержки каналов и конструкций низкоуровневого языка программирования, необходимых для реализации системного ПО. Язык Sing# типобезопасен. Семантика примитивов обмена данными (message-passing primitives) в языке Sing# фиксирована и описывается формальными соглашениями.

## Дополнительные источники
- Language Support for Fast and Reliable Message-based Communication in Singularity OS Архивная копия от 20 декабря 2017 на Wayback Machine. Manuel Fähndrich, Mark Aiken, Chris Hawblitzel, Orion Hodson, Galen C. Hunt, James R. Larus, and Steven Levi. Proceedings of EuroSys2006. Leuven, Belgium, April 2006. ACM SIGOPS.
- An Overview of the Singularity Project, Technical Report MSR-TR-2005-135, Microsoft Research, 2005.